# Lissocephala metallescens
Lissocephala metallescens är en tvåvingeart som först beskrevs av Johannes Cornelis Hendrik de Meijere 1914.  Lissocephala metallescens ingår i släktet Lissocephala och familjen daggflugor.